# Albertosphoera algerina
Albertosphoera algerina är en kräftdjursart som beskrevs av S. Caruso och Atilio Lombardo 1983. Albertosphoera algerina ingår i släktet Albertosphoera och familjen Spelaeoniscidae. Inga underarter finns listade i Catalogue of Life.